# Lac Argyle
Pour les articles homonymes, voir Argyle.
 (mars 2015).
Si vous disposez d'ouvrages ou d'articles de référence ou si vous connaissez des sites web de qualité traitant du thème abordé ici, merci de compléter l'article en donnant les références utiles à sa vérifiabilité et en les liant à la section « Notes et références ».
Le lac Argyle, (en anglais : Lake Argyle) est le plus grand - en superficie - lac artificiel d'Australie. Il se trouve au nord de l'Australie-Occidentale, sur le plateau du Kimberley, près de la ville de Kununurra, sur la Ord river. 
La construction du barrage a été achevée en 1972. Il mesure 335 mètres de long et 98 mètres de haut. 
Le lac Argyle couvre normalement une surface de 1 000 km2. Sa capacité maximale de stockage est de 10,763 km3. Mais le lac n'a été rempli à son maximum que de 1973 à 1984. Depuis, les pluies insuffisantes ne lui permettent plus que de stocker 5,8 km3 ce qui en fait, en capacité de stockage, le deuxième lac artificiel d'Australie, le premier étant le bassin formé par le lac Gordon et le lac Pedder en Tasmanie. 
Ce lac et la retenue de Kununurra permettent d'irriguer 150 km2 de terres agricoles dans l'est de la région de Kimberley. Sa création a permis de diminuer les crues de l'Ord River et de voir apparaître un nouvel écosystème avec le développement de 26 espèces de poissons, et de nombreux (25 000) crocodiles d'eau douce que l'on peut voir quelquefois dans les îles artificielles en compagnie d'une grande quantité d'oiseaux.
Le lac Argyle a été reconnu site Ramsar le 7 juin 1990.
Le tourisme nautique y est florissant.